# Kopli
Kopli är en stadsdel i distriktet Põhja-Tallinn i Estlands huvudstad Tallinn. Den ligger på halvön Kopli poolsaar vars norra udde benämns Teliskopli neem.
Vid den nordvästra ändan av Kopligatan ligger Estlands sjöfartshögskola i det tidigare kontorshuset för Rysk-baltiska skeppsvarvet. Bredvid ligger en av Tallinns två spårvagnsdepåer.
I sydöst, vid gränsen mot stadsdelen Pelguranna ligger Kopli kyrkogårdspark som tidigare varit en kyrkogård.

## Bildgalleri

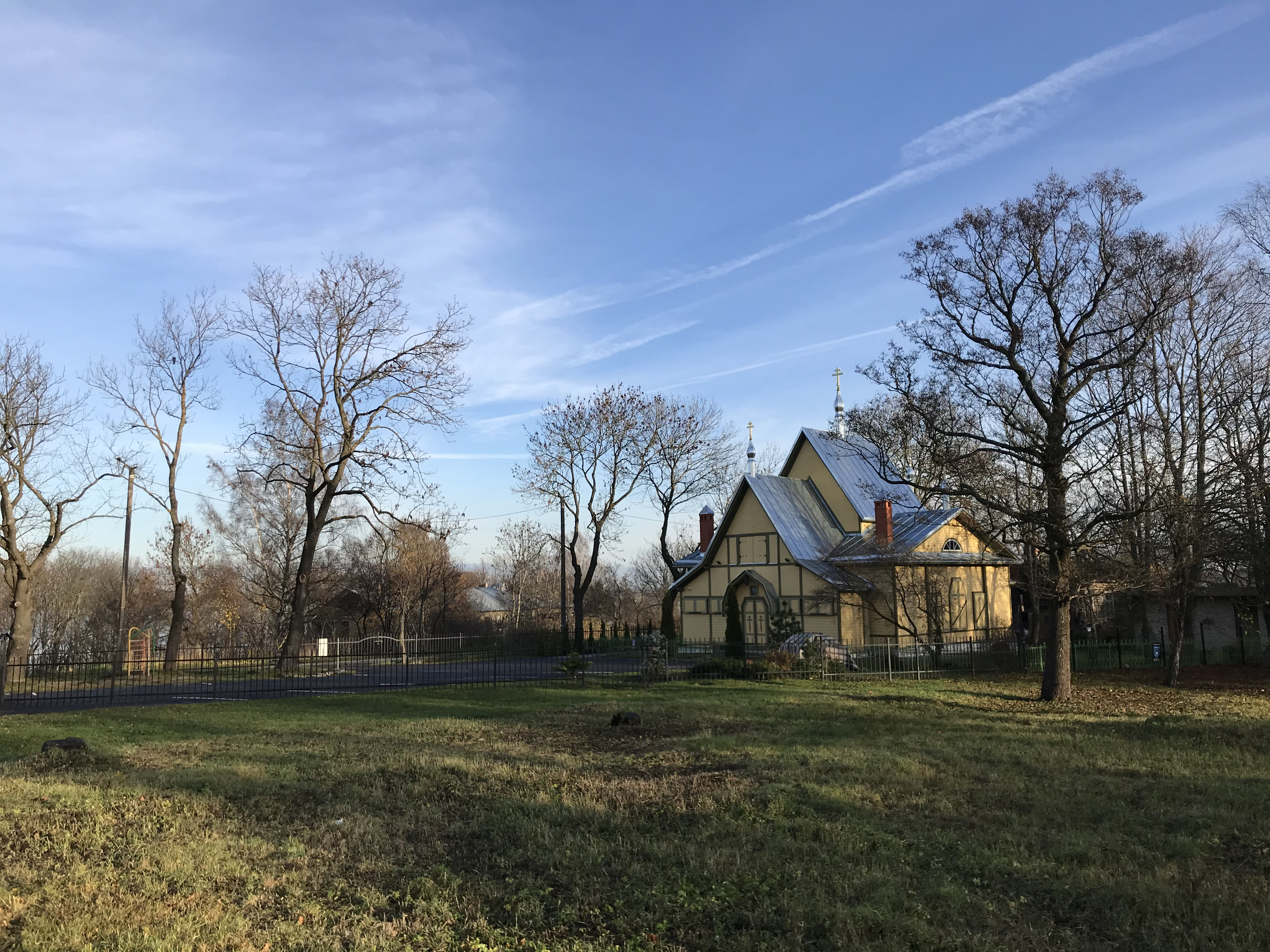
Sankt Nikolaus kyrka, byggd 1936
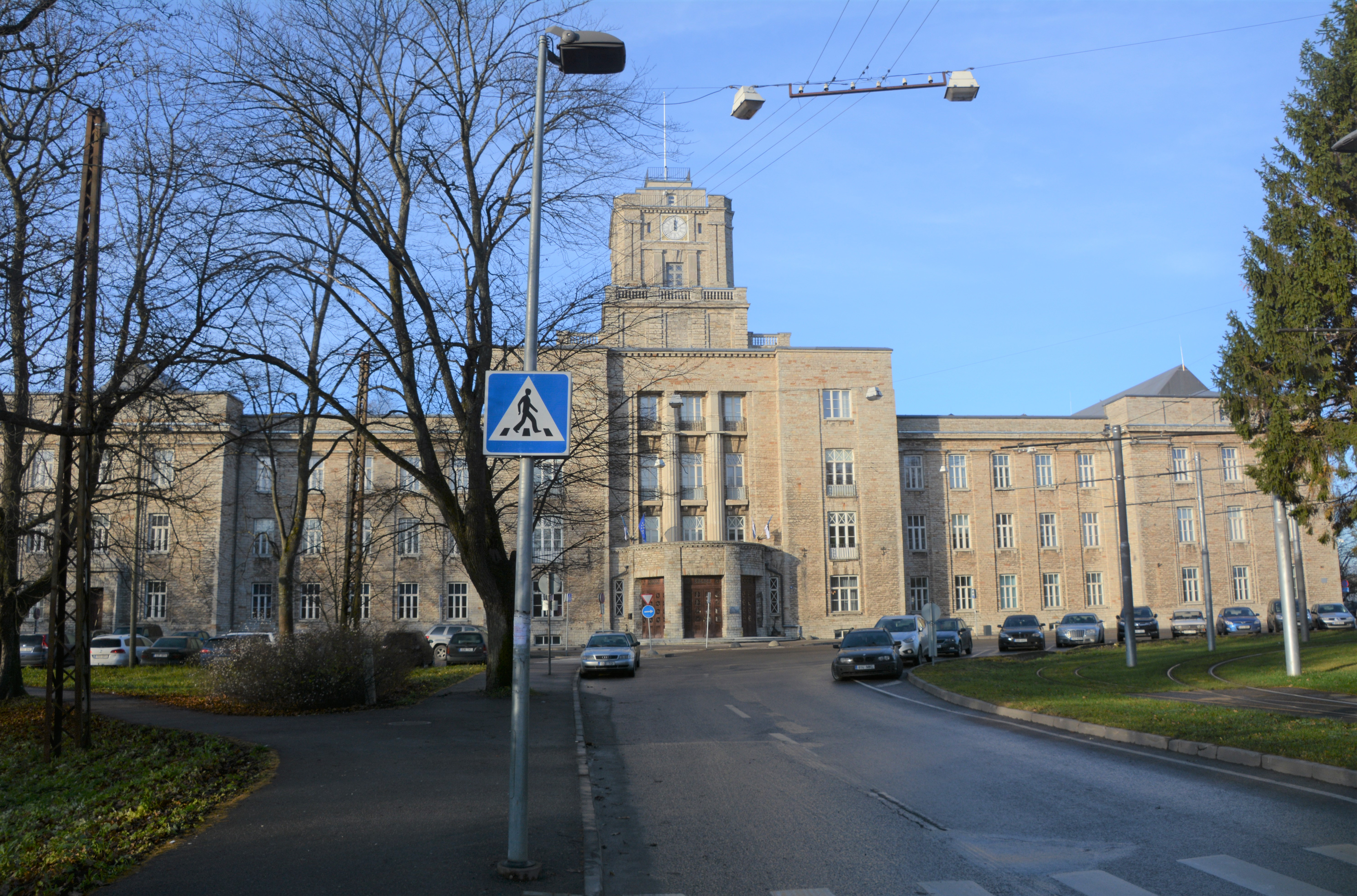
Estlands sjöfartshögskola
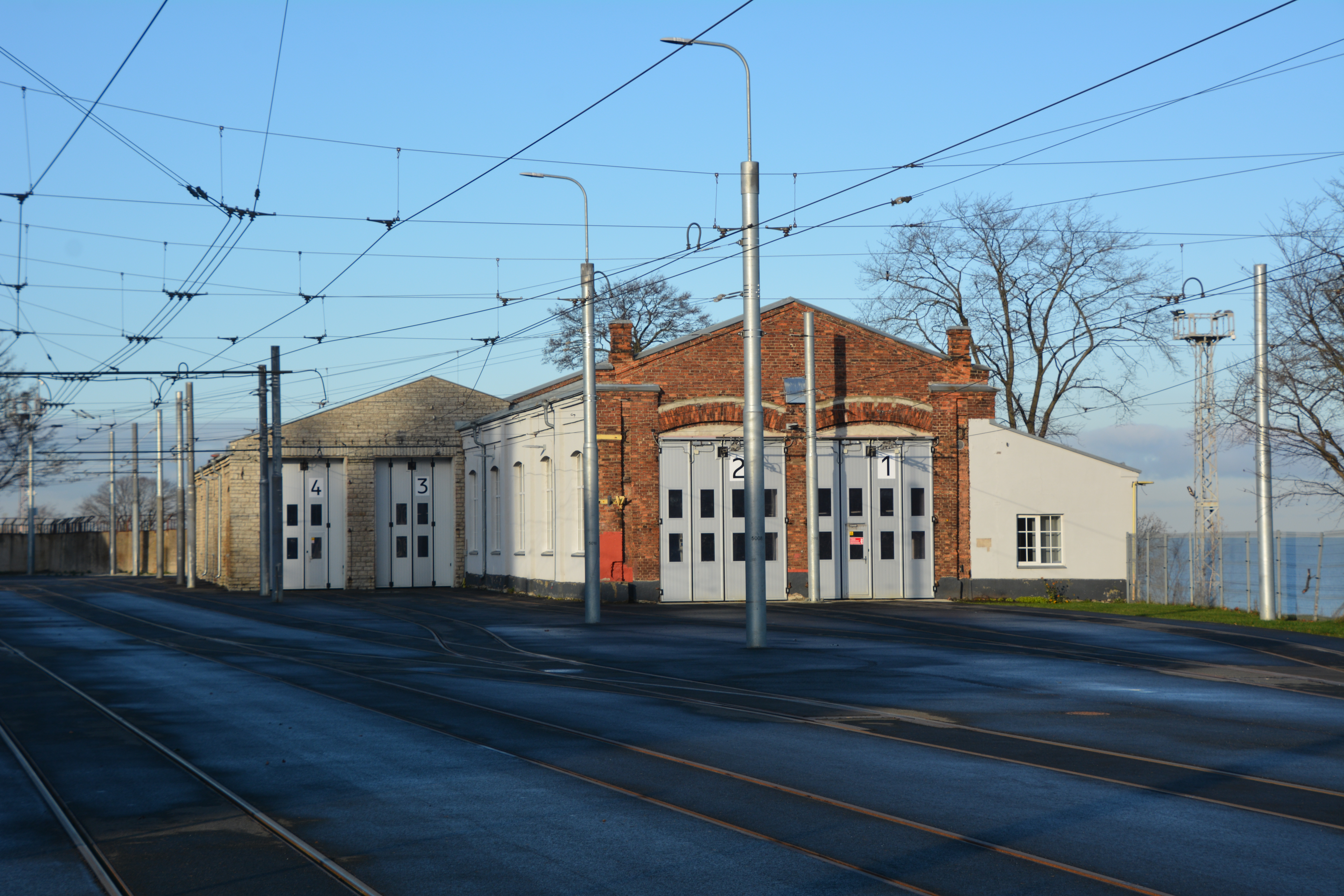
Spårvagnsdepån i Kopli
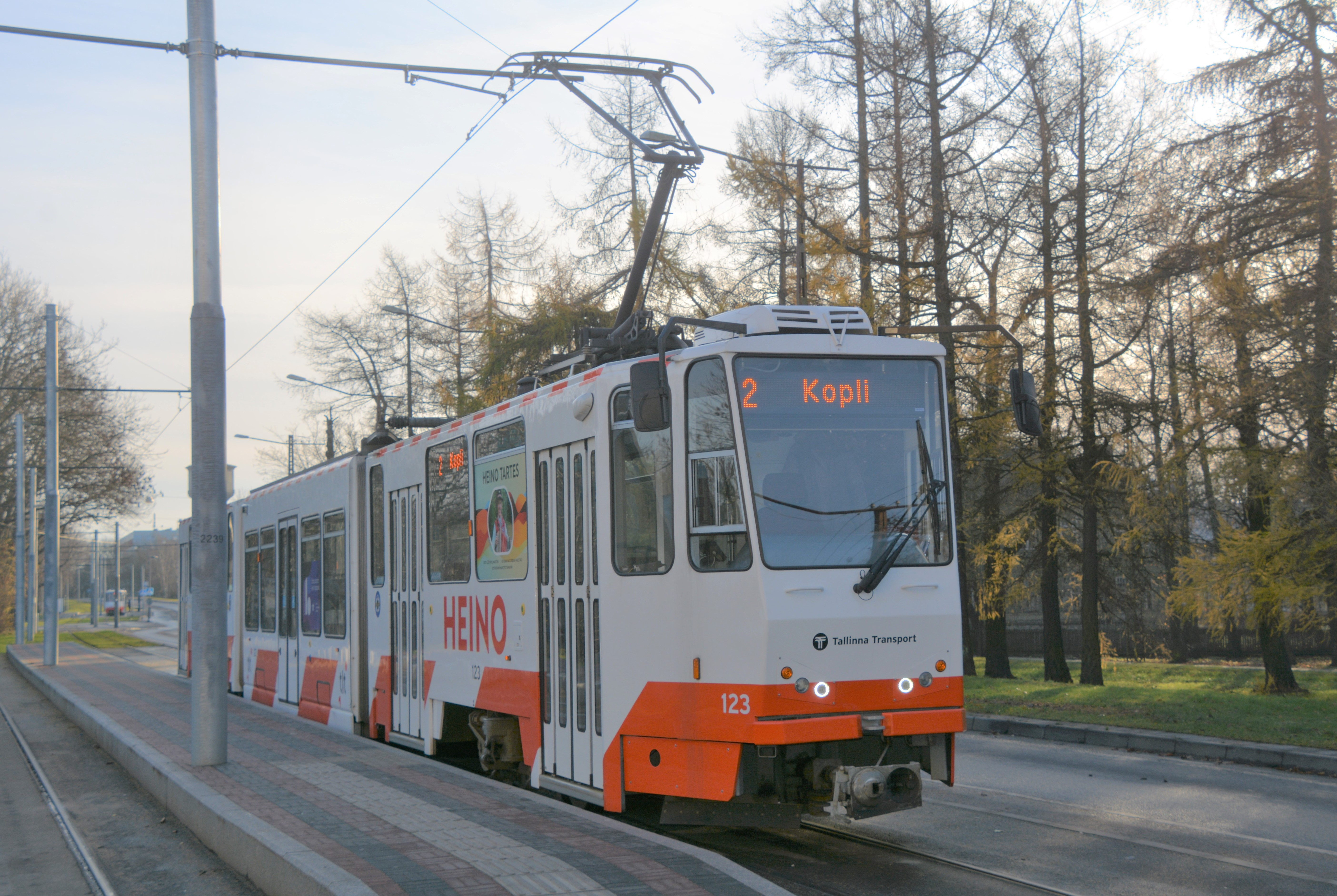
Spårvagn på ändhållplatsen i Kopli för linjerna 1 och 2
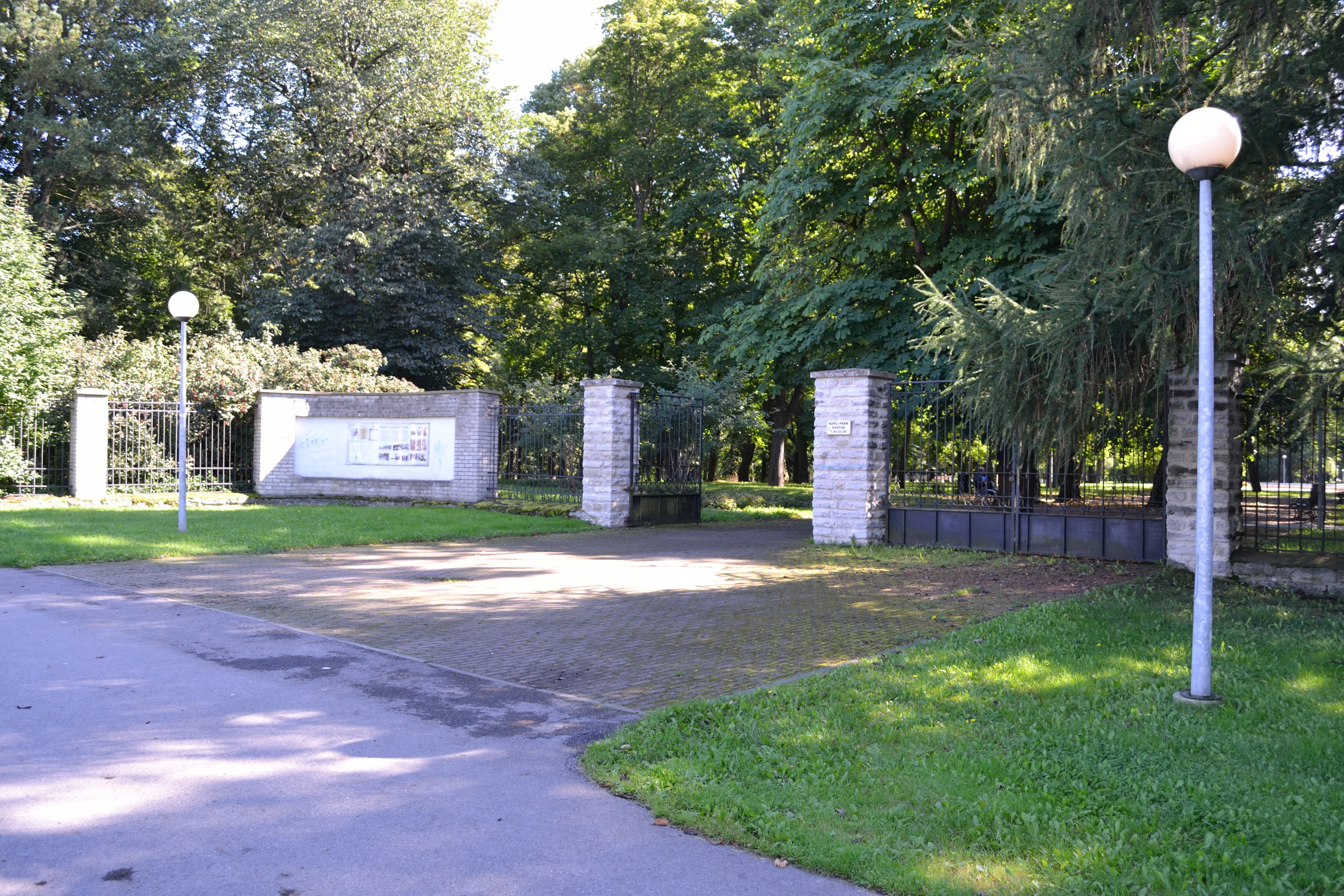
Kopli kyrkogårdspark
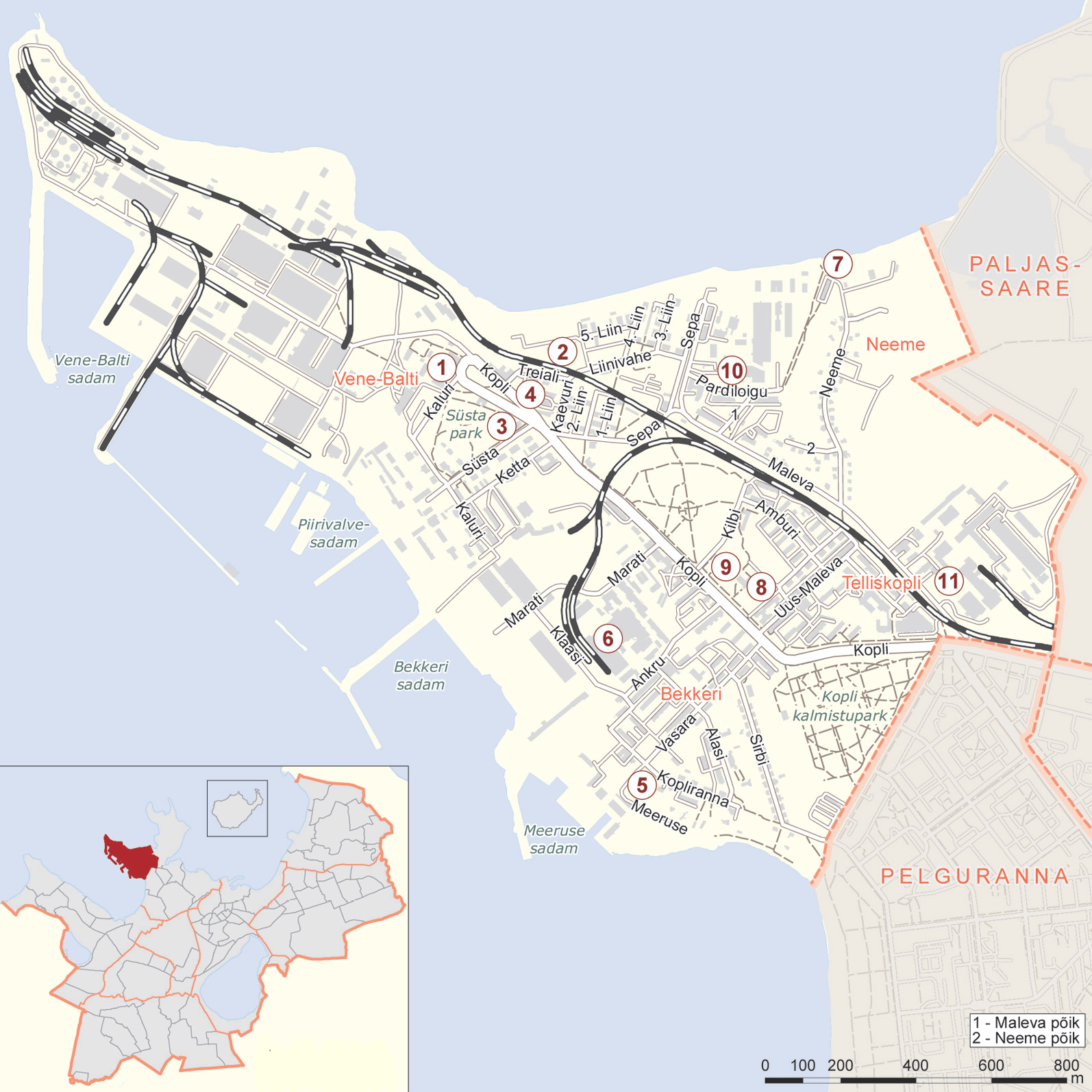
Karta över Kopli